# Магеллан, Олинту ди
Оли́нту Ма́ссиму ди Магелла́н (порт. Olinto Máximo de Magalhães, 11 января 1867, Барбасена, Бразилия — 24 мая 1948, Рио-де-Жанейро, Бразилия) — бразильский врач и дипломат, министр иностранных дел Бразилии (1898—1902).

## Биография
Родился в семье военного. Окончил медицинский факультет в Рио-де-Жанейро и продолжил повышение квалификации в хирургической клинике Парижа. В 1890 г. он вернулся в Бразилию, где занимался медицинской практикой. Поддержали республиканское движение и провозглашение республики 15 ноября 1889 г. После обнародования первой республиканской Конституции 24 февраля 1891 г., был избран в состав первого Учредительного собрания Бразилии. В эти годы он знакомится с будущим президентом Бразилии маршалом Флориану Пейшоту и его сыном.
В марте 1892 г. он был назначен на должность второго секретаря дипломатической миссии в Вене, Австрия. В том же году был назначен в Вашингтон, где служил в качестве второго секретаря с особыми поручениями. В составе миссии во главе с Жозе Марией да Силва Параньосом участвовал в разрешении территориального спора с Аргентиной под арбитражем президента Соединенных Штатов Гровера Кливленда. В конце этой миссии он был переведен в Веракрус, Мексика, затем — в качестве посла в Париж, в 1897 году был назначен послов в России и в 1898 году — в Швейцарии.
В 1898—1902 гг. — министр иностранных дел Бразилии. В этот период активно участвовал в переговорах с Великобританией по поводу границ с границ с Гайаной и с Францией — по границе с Французской Гвианой. Арбитром по территориальному спору с Великобританией стал итальянский король Виктор Эммануил III, чему глава бразильского МИД сопротивлялся, утверждая. что он находится в определённой зависимости от англичан, что и подтвердилось при вынесении решения в 1904 г.
После отставки с поста министра в 1903 г. вернулся на свой пост в Берн. Затем был переведен в Париж, где он оставался в течение нескольких лет, возглавляя бразильскую миссию во время напряженного периода Первой мировой войны (1914—1918). По её завершении был в составе бразильской делегации на Версальской мирной конференции (1918).
Выйдя в отставку, с 1921 по 1926 г. избирался в состав Палаты депутатов бразильского парламента от штата Минас-Жерайс, входил в состав комиссии по международным делам.